# Nezumia sclerorhynchus
Il pesce sorcio spinoso (Nezumia sclerorhynchus) è un pesce abissale della famiglia Macrouridae.

## Distribuzione ed habitat
È diffuso nel mar Mediterraneo e nell'Oceano Atlantico sia orientale che occidentale. Nei mari italiani è raro.

Frequenta fondi fangosi e si pesca principalmente tra 200 e 700 m anche se in Atlantico è stato catturato a 3655 metri.

## Descrizione
Ha il tipico aspetto dei pesci topo, con coda lunga e sottile e grandi occhi. Il muso è abbastanza appuntito. Le pinne dorsali sono due, la prima alta, breve ed impiantata su una gibbosità, il suo secondo raggio è spinoso e seghettato, la seconda invece è lunga e molto bassa e giunge all'estremità del corpo, così come la pinna anale. Pinna caudale del tutto assente. Un piccolo barbiglio è presente sotto la mascella inferiore. Fra le pinne ventrali c'è un fotoforo. Le squame portano piccoli dentelli avvertibili sotto le dita. È molto simile ala specie Nezumia aequalis, più comune in Oceano Atlantico.

Il colore è bruno più o meno scuro, con riflessi violetti.

Misura fino a 20 cm.

## Alimentazione
Si ciba di animaletti bentonici.

## Biologia
Del tutto ignota.

## Pesca
Del tutto occasionale.